# ويليام غريفيث
ويليام غريفيث (بالإنجليزية: William Griffith)‏ هو قاضي وسياسي أمريكي، ولد في 1766 في الولايات المتحدة، وتوفي في 7 يونيو 1826 ببورلينغتون في الولايات المتحدة. حزبياً، نشط في الحزب الفيدرالي الأمريكي. وقد انتخب عضو جمعية نيوجيرسي العامة.